# آلاله راژنی
آلاله راژنی، آلاله ناجور برگ (نام علمی: Ranunculus diversifolius) نام یک گونه از سرده آلاله است. سردهٔ آلاله در ایران ۵۵ گونهٔ علفی یک ساله و چند ساله دارد. آلاله راژنی یکی از ۵۵ گونهٔ موجود در ایران است.